# Oak Orchard (Delaware)
Oak Orchard é uma comunidade não-incorporada situada a leste da cidade de Millsboro, Delaware, nos Estados Unidos. Oak Orchard está limitada a leste pelo Emily Gut (um estreito curso de água) e pela "Península", e ao norte pela Delaware Route 24. Seus residentes costumam navegar e pescar na região, embora ainda desfrutem de uma relativa proximidade à infraestrutura (shopping centers, campos de golfe, um centro equestre e o Aeroporto do Condado de Sussex), já que se situa próxima a Georgetown, sede do condado de Sussex.
Oak Orchard faz parte da Área Estatística Micropolitana de Seaford.
Esta região foi o lar histórico dos nanticokes por mais de dois mil anos, e atualmente hospeda o Museu Indígena Nanticoke, assim como um pow-wow anual realizado pela tribo.. A comunidade também é a sede da divisão de Oak Orchard/Riverdale da Legião Americana.
Os serviços de bombeiros são fornecidos pela Indian River Vol. Fire Co., os serviços de ambulância pelo Mid-Sussex Rescue Squad, e de polícia pela Polícia Estadual de Delaware, já que nenhuma comunidade não-incorporada do país fornece estes serviços. A comunidade foi palco de um trágico incêndio em 3 de janeiro de 2001, que vitimou 11 membros de uma mesma família - a maior perda de vida num mesmo incêndio residencial na história dos Estados Unidos.